# Sitta carolinensis
El trepador pechiblanco (Sitta carolinensis), también conocido como saltapalo blanco y saltapalo de pecho blanco, es una especie de ave paseriforme de la familia Sittidae. Es un ave de tamaño medio que mide 15.5 cm de longitud. La coloración varía un poco a lo largo de la distribución de la especie, pero las partes superiores son de color gris claro azulado: el macho tiene negro el píleo y la nuca, mientras que la hembra tiene el píleo de color gris oscuro. Las partes inferiores son blancas con tonos rojizos en el abdomen. Es un ave ruidosa: tiene una voz nasal, y con frecuencia emiten chirridos o diversas vocalizaciones en ocasiones compuestas por repeticiones invariantes de pequeños silbidos. En verano es un ave insectívora: consume exclusivamente artrópodos, pero en invierno su dieta se compone principalmente de semillas. Instala sus nidos en agujeros naturales de los árboles. La puesta tiene de cinco a nueve huevos y la hembra los incuba dos semanas mientras es alimentada por el macho. La pareja avitualla a los jóvenes hasta que abandonan el nido —pueden seguir alimentándolos pocas semanas más—.
Vive en gran parte de América del Norte, excepto en las zonas más frías y áridas. Se encuentra principalmente en bajas altitudes, en los bosques caducifolios o mixtos. Generalmente se distinguen de siete a nueve subespecies, cuyas distribuciones, vocalizaciones y coloraciones son ligeramente distintas. Filogenéticamente, estuvo relacionado con el trepador cariblanco y el de Przewalski, dos especies de Asia del Sur, pero luego se descubrió que está más relacionado con el trepador gigante del Sudeste Asiático. La especie tiene una distribución muy amplia y su población va en aumento; la Unión Internacional para la Conservación de la Naturaleza la cataloga de «preocupación menor».

## Descripción
La parte superior de la cabeza (píleo) es negra, así como la parte superior del cuello y la espalda para formar un collar parcial. La coloración del resto de las partes superiores varía un poco entre las subespecies, pero la espalda y las alas son de color azul grisáceo, de pálido a oscuro. El borde de las plumas contrasta más o menos con el resto de las partes superiores; las plumas de vuelo son negruzcas y bordeadas de gris, y las coberteras mayores tienen unas pequeñas franjas pálidas en el ala. Las plumas externas de la cola son de color negro, pero las tres más externas son atravesadas por una franja blanca diagonal en su extremo. Las plumas interiores de la cola son del mismo gris que la parte posterior. En general, las partes inferiores son blancas. La cara, el pecho y el abdomen son completamente blancos, pero el abdomen es rojizo. El pico es largo y recto, o ligeramente curvo hacia la parte superior, y de color gris oscuro o negro, con la base de la mandíbula inferior más clara y el borde de la mandíbula blanquecino. El iris es de color marrón oscuro. Las garras y los pies son de color marrón oscuro o gris-marrón oscuro.
El píleo y la parte superior de la espalda del macho adulto son negros y con tonos azules verdosos claros. Cuando el plumaje está desgastado, las plumas de vuelo están ligeramente teñidas de marrón y las partes inferiores tienen coloración ante opaco, con tono grises. La hembra adulta se asemeja a un macho adulto, pero su píleo es gris oscuro y la franja negra de la parte superior de la espalda suele ser menos ancha. Las partes superiores son un poco más opacas y las inferiores menos blancas. El macho joven es similar al adulto, pero el píleo es más opaco y sin brillo, las partes superiores son más claras y el dorso más opaco. La hembra joven se asemeja a los jóvenes de sexo masculino, pero el píleo y las rémiges secundarias son de un gris más opaco (gris oscuro), y las coberteras mayores y el dorso tienen coloración ante desgastado. Los adultos rara vez mudan antes de la temporada de reproducción (febrero-marzo), pero una muda completa se lleva a cabo después de la temporada de cría, de junio a septiembre. Entre julio y agosto, los jóvenes comienzan a volar y experimentan una muda parcial en las plumas de las coberteras superiores.
Es un ave de tamaño mediano que mide alrededor de 15.5 cm de longitud. Las medidas varían según la subespecie: en la subespecie nominal, S. c. carolinensis, el ala plegada mide aproximadamente entre 86 y 97 mm en los machos, y entre 85 y 92.5 mm en las hembras. La cola mide de 44 a 50.5 mm en el macho y de 42 a 49.5 mm en la hembra. El pico mide entre 19.8 y 23.2 mm, y el tarsometatarso unos 17-20 mm. El peso de los adultos oscila entre los 19.6 y los 22.9 g.

### Variaciones geográficas
Se conocen pequeñas variaciones morfológicas clinales a lo largo del área de distribución. Simon Harrap enumera nueve subespecies en su monografía de referencia Tits, Nuthatches and Treecreepers, pero la validez de dos de ellas es discutida y algunos grupos de subespecies podrían formar especies independientes.
Algunas veces, las subespecies con morfologías y vocalizaciones parecidas se clasifican en tres grupos: uno cubre América del Norte, el segundo la Gran Cuenca de los Estados Unidos y el centro de México, y el tercero la costa del Pacífico. Los dos primeros grupos están en contacto en las Grandes Llanuras, donde no parecen hibridar. El segundo grupo podría subdividirse por una línea de norte a sur trazada en el centro de las Montañas Rocosas. Aunque el ave es abundante en gran parte de su distribución geográfica, la población reside en algunas partes del estado de Washington, la Florida y el occidente de Texas; la subespecie S. c. lagunae de La Laguna (Baja California) es la más amenazada. Las llamadas de los tres grupos son diferentes.
| Variaciones de las nueve subespecies reportadas por Harrap (1996): | Variaciones de las nueve subespecies reportadas por Harrap (1996): | Variaciones de las nueve subespecies reportadas por Harrap (1996): | Variaciones de las nueve subespecies reportadas por Harrap (1996): | Variaciones de las nueve subespecies reportadas por Harrap (1996): |
| Subespecie                                                         | Cuerda máxima del macho                                            | Cuerda máxima de la hembra                                         | Culmen visible                                                     | Plumaje |
| ------------------------------------------------------------------ | ------------------------------------------------------------------ | ------------------------------------------------------------------ | ------------------------------------------------------------------ | --- |
| S. c. carolinensis                                                 | 86-97 mm                                                           | 85-92.5 mm                                                         | 15.5-19.5 mm                                                       | Es la subespecie nominal: tiene el píleo y la espalda más claros. |
| S. c. nelsoni                                                      | 87-95.5 mm                                                         | 86-94 mm                                                           | 17-21 mm                                                           | Dorso más gris oscuro que la subespecie nominal, píleo más oscuro, alas con menor contraste. |
| S. c. tenuissima                                                   | 83.5-94 mm                                                         | 82-93 mm                                                           | 18.5-23.5 mm                                                       | Similar a S. c. nelsoni, pero con el dorso ligeramente más claro (aunque más oscuro que S. c. carolinensis). |
| S. c. aculeata                                                     | 80-90 mm                                                           | 80.5-86 mm                                                         | 16-19 mm                                                           | Similar a S. c. tenuissima, pero con el dorso ligeramente más pálido (también más pálido que S. c. nelsoni, aunque más oscuro que S. c. carolinensis), partes inferiores con tono ante y marrón oliva. Pico fino y corto. |
| S. c. alexandrae                                                   | 86.5-94 mm                                                         | 84.5-91 mm                                                         | 18.4-23 mm                                                         | Similar a S. c. aculeata, pero con el dorso más oscuro y de mayor tamaño. Es la subespecie con el pico más largo. |
| S. c. lagunae                                                      | 86.5-88 mm                                                         | 84-86 mm                                                           | 17-19 mm                                                           | Similar a S. c. alexandrae, pero más pequeño y con las partes superiores más oscuras, especialmente en el dorso del macho.                                                                                                |
| S. c. oberholseri                                                  | 85.5-92 mm                                                         | 83.5-88.5 mm                                                       | 17-19 mm                                                           | Muy similar a S. c. nelsoni, con partes superiores ligeramente más oscuras, y el dorso un poco más oscuro y gris. |
| S. c. mexicana                                                     | 89-96 mm                                                           | 90-91.5 mm                                                         | 15-19 mm                                                           | Similar a S. c. oberholseri, pero más tenue, y el dorso en color ante. |
| S. c. kinneari                                                     | 82-89.5 mm                                                         | 77.5-85.2 mm                                                       | 14.6-16 mm                                                         | Similar a S. c. mexicana, pero más pequeño; la hembra tiene el dorso de color de ante anaranjado, hasta el pecho y la garganta.                                                                                           |

### Especies similares
En América del Norte habitan otras tres especies de sítidos —el trepador canadiense, el trepador enano y el trepador cabecipardo— y sus distribuciones se superponen con las del trepador pechiblanco. Sin embargo, son claramente distintas y mucho más pequeñas, ya que los otros trepadores miden 10 cm de longitud y pesan alrededor de 10 g. El trepador canadiense tiene el dorso rojizo y una franja negra en el ojo. El trepador enano tiene la cabeza de un tono marrón al igual que el píleo, aunque este último presenta una mancha blanca en el cuello.

Los sítidos de América del Norte
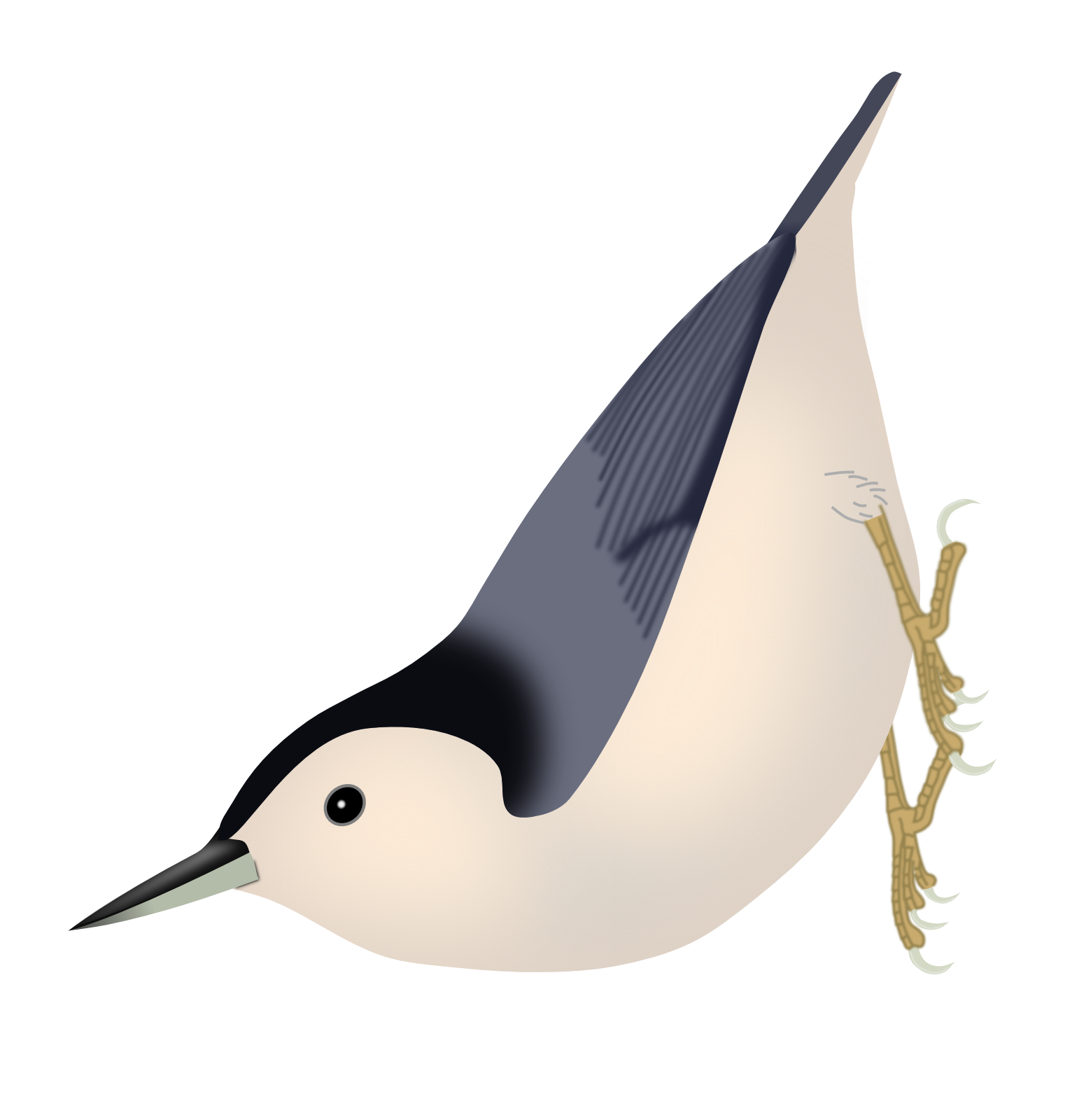
Trepador pechiblanco (S. carolinensis).
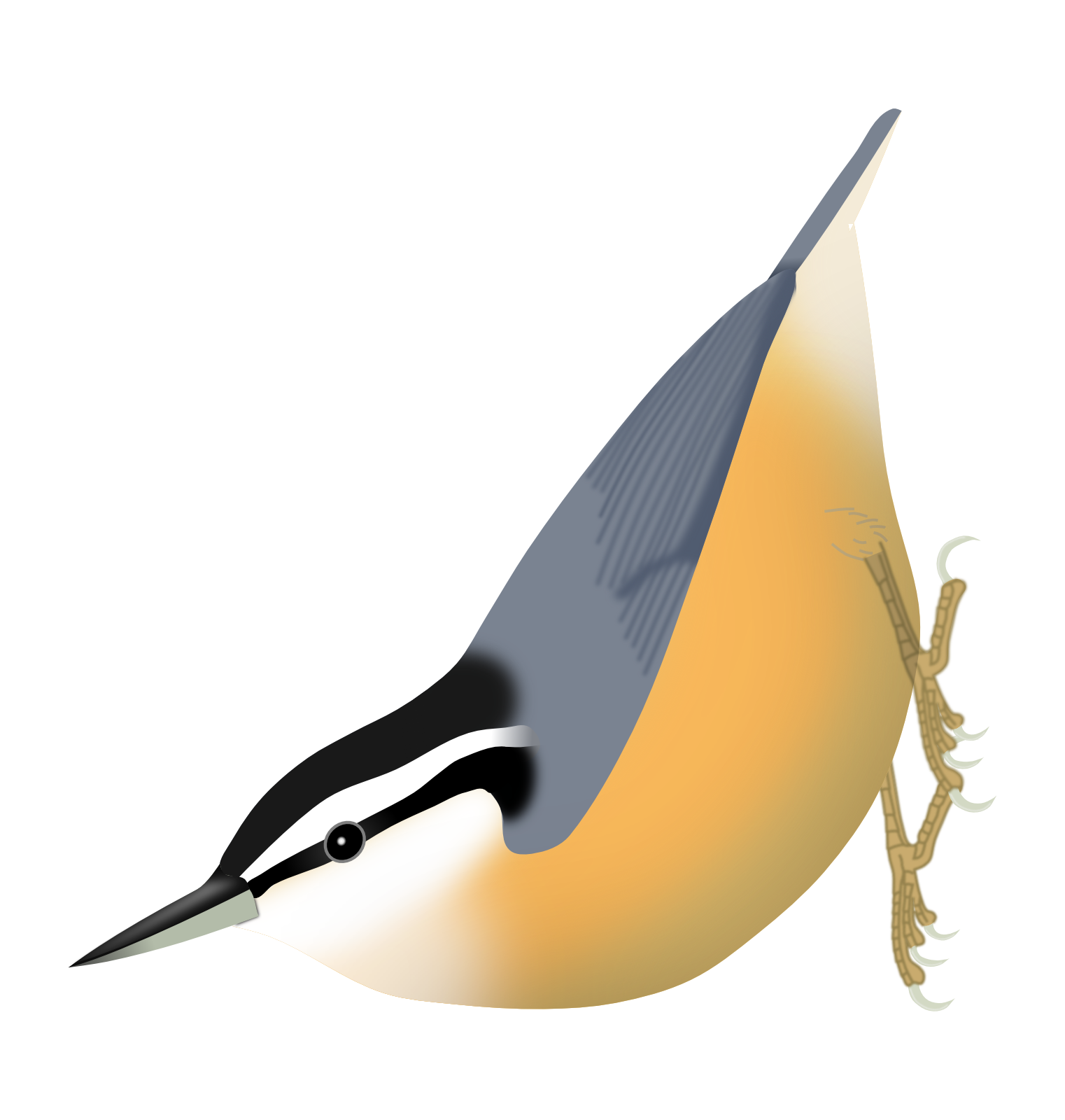
Trepador canadiense (S. canadensis).
Trepador enano (S. pygmaea).
Trepador cabecipardo (S. pusilla).

## Ecología y comportamiento

### Estilo de vida
Cuando vuela, las plumas blancas situadas a cada lado de la cola permanecen visibles. Tiene un vuelo rápido, significativamente diferente al del trepador azul pero similar al de los páridos. Para cruzar un río o un campo grande vuela alto, con movimientos regulares. Pero para desplazarse de un árbol a otro, vuela en trayectos curvos. Es un ave diurna y no migrante, que defiende su territorio durante todo el año. Aunque la zona es dominada por el macho, este cohabita con la hembra y ambos se encargan de su defensa. Durante el invierno, se une a bandadas mixtas para alimentarse. Estos grupos de aves son liderados por páridos, el trepador pechiblanco y el carpintero peludo, y comúnmente vuelan en grupos. Las especies que forman parte de estas agrupaciones probablemente se benefician de compartir alimentos y vigilar la presencia de depredadores. Es posible que las especies que se unen a los páridos hayan podido aprender, en cierta medida, a identificar las llamadas de estos pájaros para poder reducir la vigilancia.

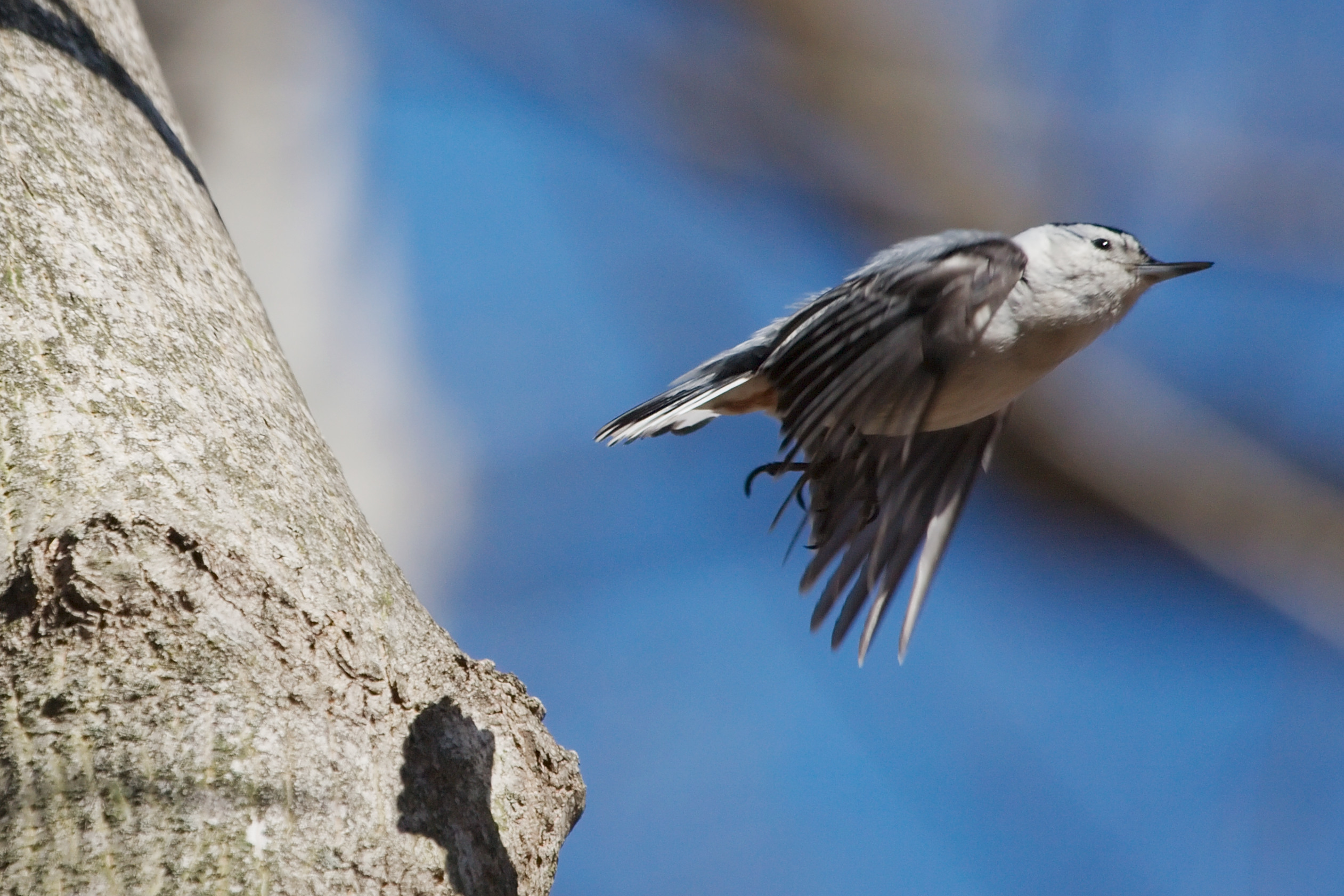
En vuelo, de perfil.
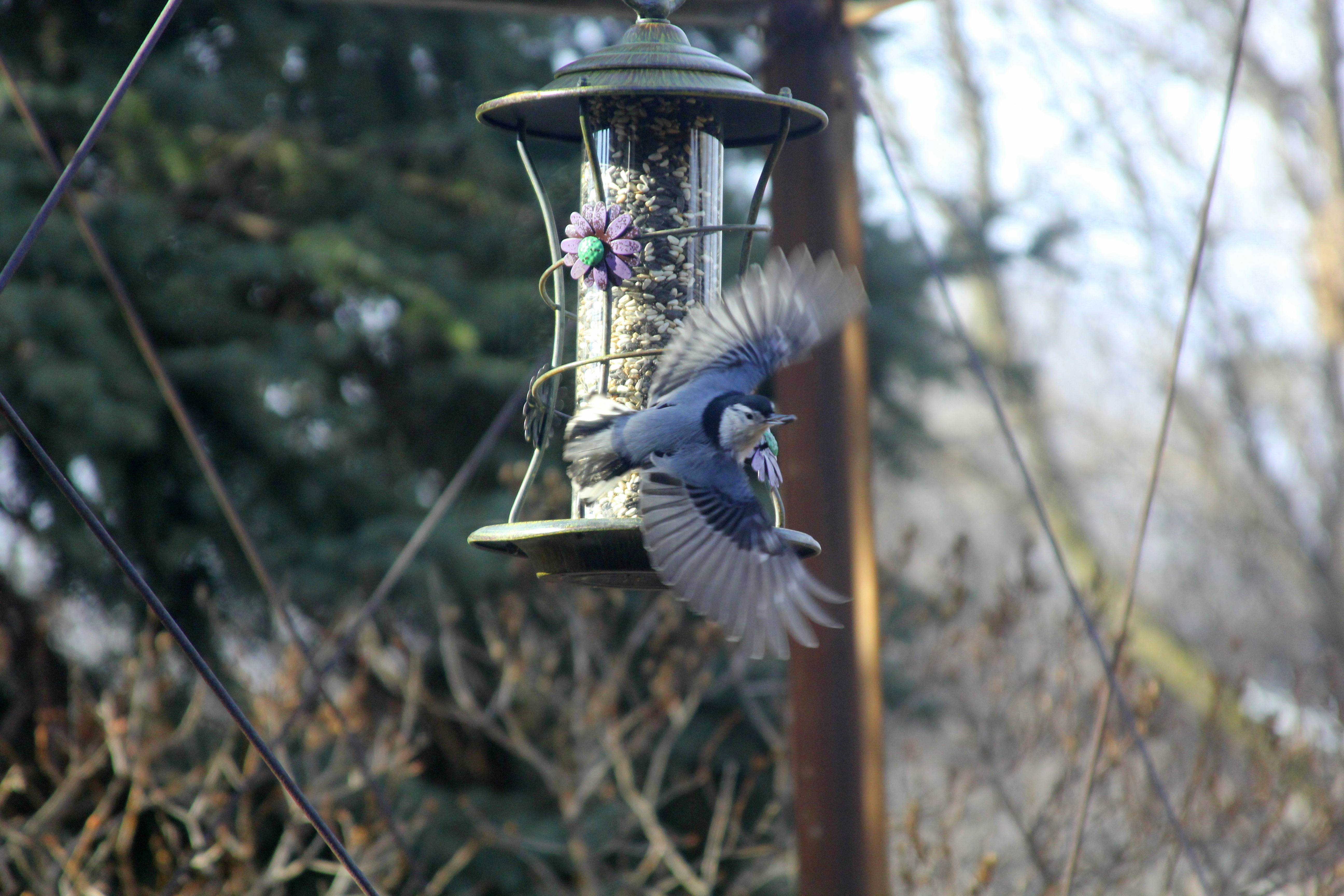
Preparándose para el vuelo.
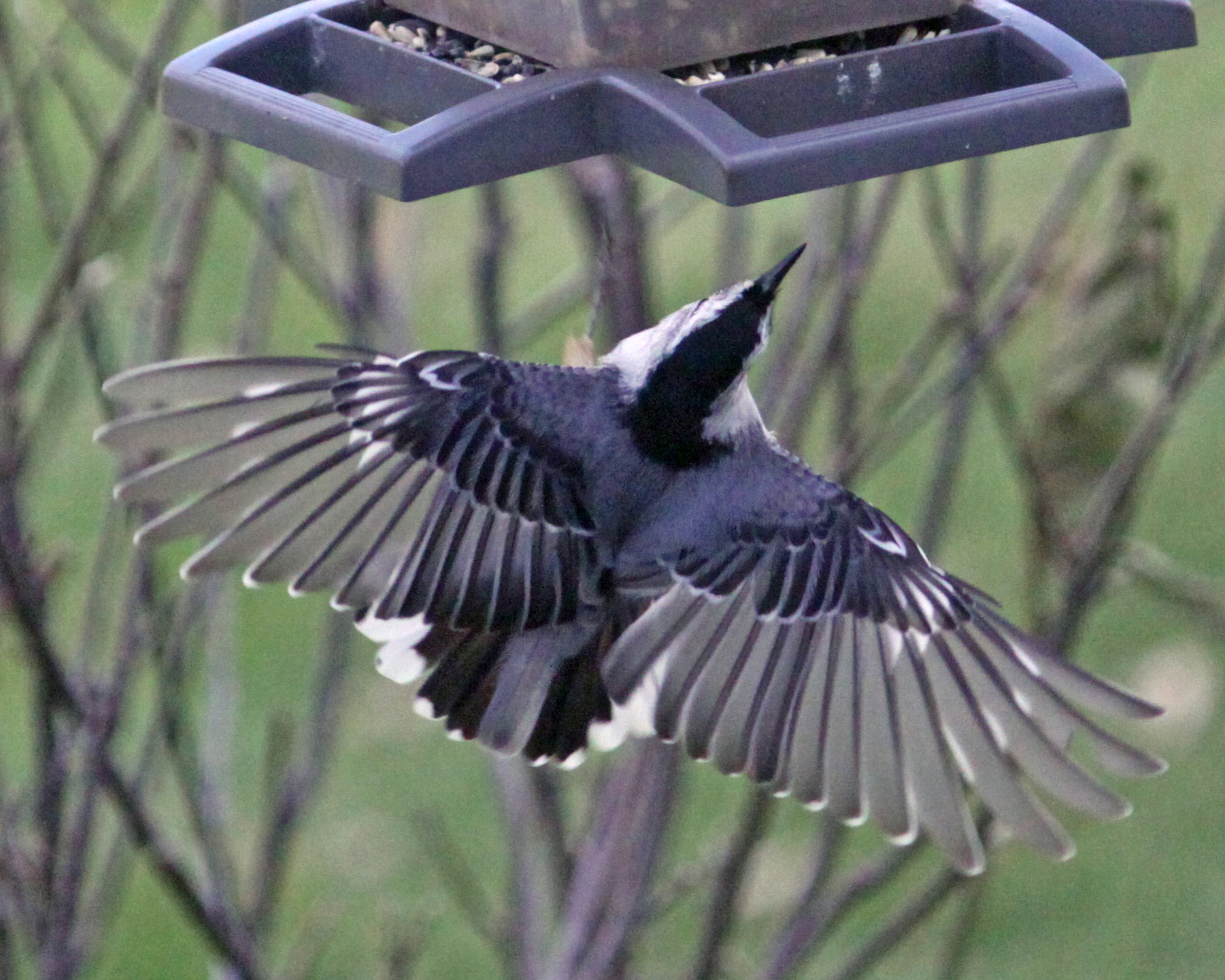
De espaldas, antes de aterrizar.
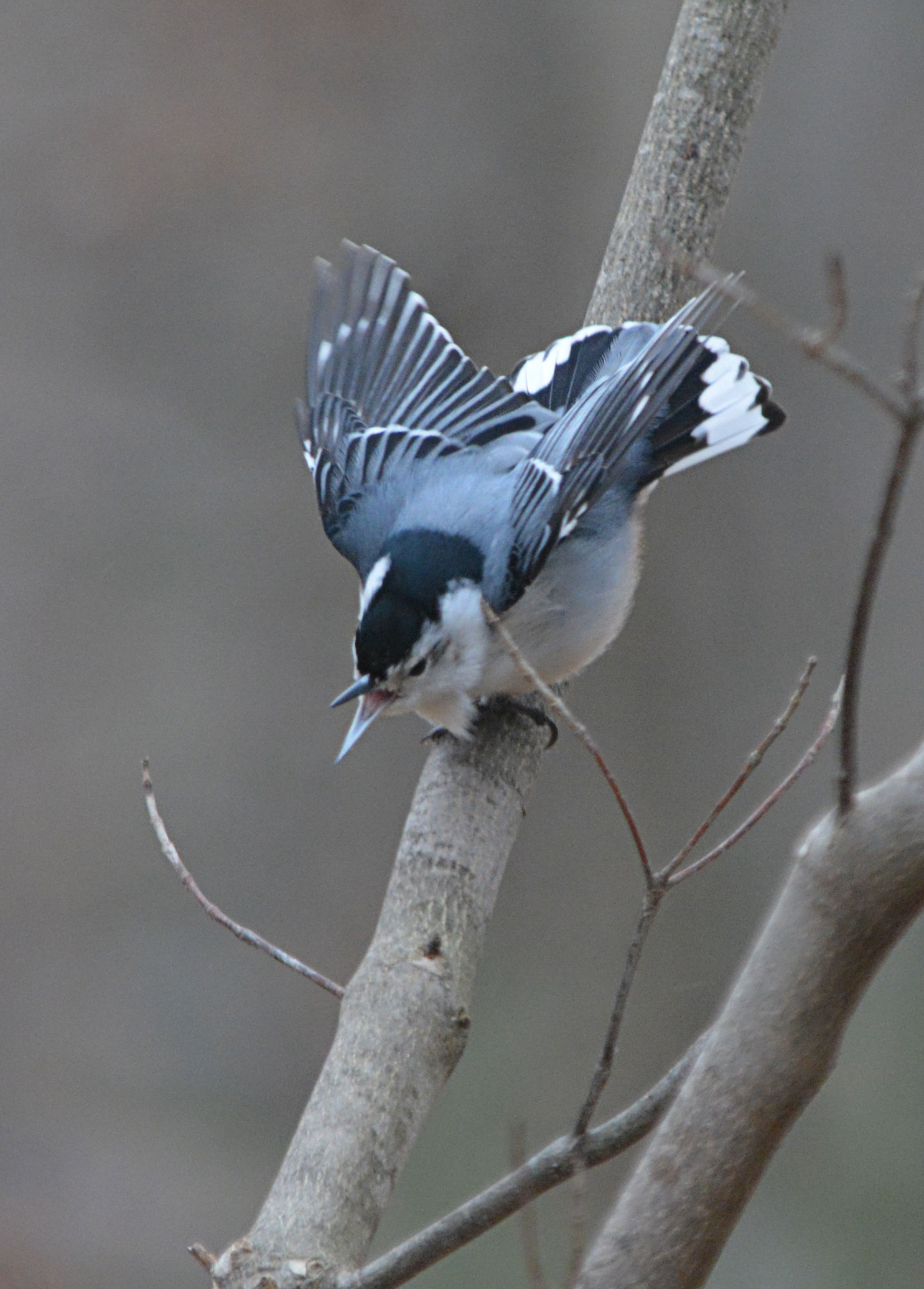
En posición de ataque.

### Vocalizaciones
Al igual que otros trepadores, es un ave ruidosa y tiene una variedad de vocalizaciones que varía con ubicación geográfica. El canto del macho reproductor es un qui-qui-qui-qui-qui-qui-qui nasal y rápido. La llamada de contacto se asemeja a un yank nasal, grave y repetitivo. Las parejas de aves se mantienen en contacto durante el otoño y el invierno con un nit agudo y chillante, el cual repite hasta treinta veces por minuto. Cuando está inquieto o excitado, emite un kri chillón también característico y rápido, que lo repite en series de kri-kri-kri-kri-kri-kri-kri-kri. Las poblaciones de las Montañas Rocosas y la Gran Cuenca de los Estados Unidos tienen una llamada más fuerte, transcrita como yididitititit; mientras que las aves de la costa del Pacífico producen una beeerf nasal. Se les puede escuchar cantar todo el año, como al trepador azul (aunque el canto de ambos es diferente). Entre marzo y abril es fácil encontrar los nidos por los trinos de estas aves. Los polluelos comienzan a practicar las llamadas en verano.

### Reproducción
Es monógamo y forma pareja después de un cortejo en el que el macho se acerca a la hembra, extiende la cola y deja caer las alas mientras se balancea hacia adelante y hacia atrás, ofreciéndole comida. El territorio de la pareja cubre de 0.10 a 0.15 km² (25-38 acres) en el bosque, y hasta 0.2 km² (50 acres) en hábitats semiboscosos. Permanecen juntos durante todo el año hasta que uno muere o desaparece. Suele construir el nido en cavidades naturales de árboles viejos y, en ocasiones, en uno abandonado por un pájaro carpintero o en cajas-nido artificiales destinadas al azulejo gorjicanelo.
El trepador construye su nido en agujeros naturales de los troncos y el trabajo lo hace únicamente la hembra. Es un tazón suave hecho de fibras de cortezas, hierbas, pelos y plumas. Por dentro son espaciosos, con una profundidad de entre 15 y 20 cm, y el agujero tiene un diámetro de 6 cm. Puede agregar barro a la entrada para protegerlo de los depredadores más grandes y atraer meloidos (coleópteros) que se acerquen a la entrada de nido, cuyo olor desagradable podría disuadir a las ardillas —principales competidores por las cavidades naturales—. La hembra pone de cinco a nueve huevos de color blanco pálido y con manchas de color marrón en la parte más ancha; que miden 19 × 14 mm por término medio. La incubación dura alrededor de 12 a 14 días, mientras la hembra es alimentada por el macho. Ambos alimentan a los pichones con insectos voladores y limpian el nido llevándose los sacos fecales, que por lo general son dejados a varias decenas de metros del nido.
Los padres alimentan a los jóvenes cuando viven en el nido y durante las dos primeras semanas de vuelo. Cuando son autosuficientes, abandonan el territorio de sus padres y viven por su cuenta o vagabundean en solitario, sin establecer territorio. Los jóvenes abandonan el nido 18 a 26 después de la eclosión. Probablemente las aves divagantes son los que más contribuyen a la dispersión irregular de la especie. Los jóvenes alcanzan la madurez sexual en un año. Esta especie solo tiene una nidada anual. La tasa de supervivencia —el cociente entre el número de individuos vivos al terminar el año y el número de individuos vivos cuando empezó— es del 35 % en Maryland y del 12 % en Arizona. Fuera de la temporada de reproducción, la pareja habita el hueco de un árbol o debajo de la corteza desprendida, y retira las haces de su lecho por las mañanas. Durante los inviernos más fríos, se han reportado hasta 29 aves reposando juntas. La esperanza de vida de este trepador es de unos dos años, pero el registro máximo es de doce años y nueve meses.

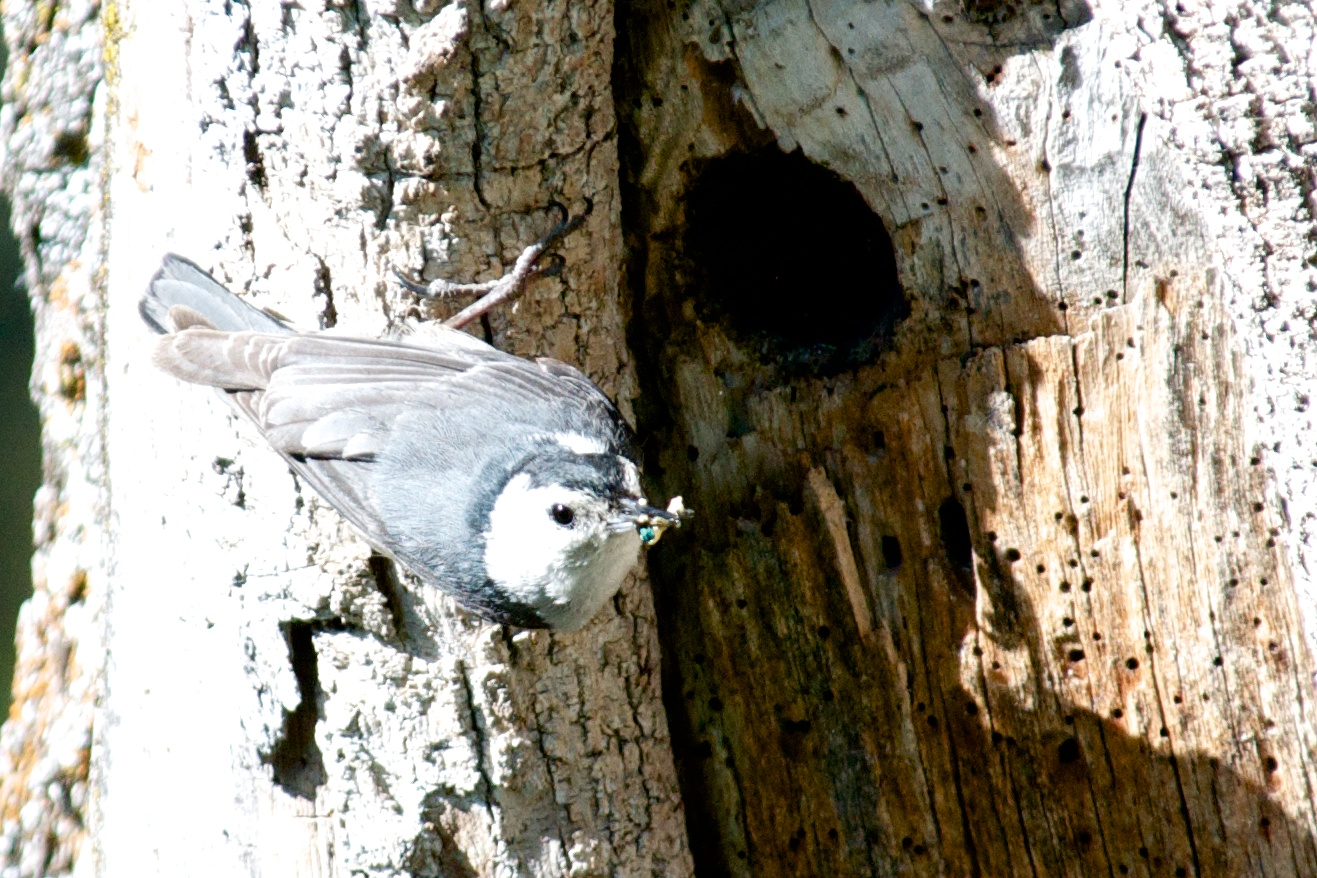
Un adulto en la entrada del nido con un insecto en el pico.
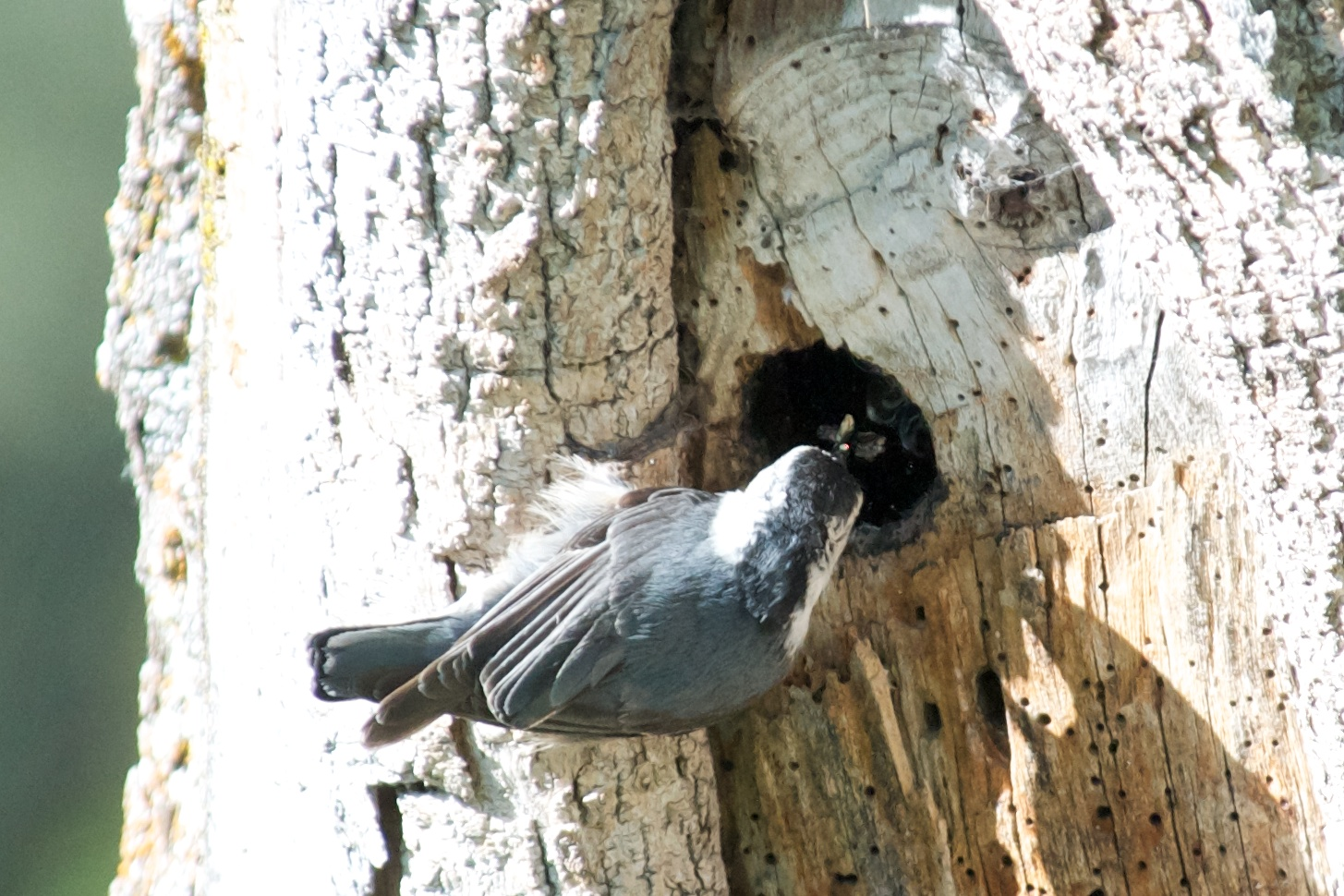
Un adulto tratando de alimentar a sus crías en el nido.
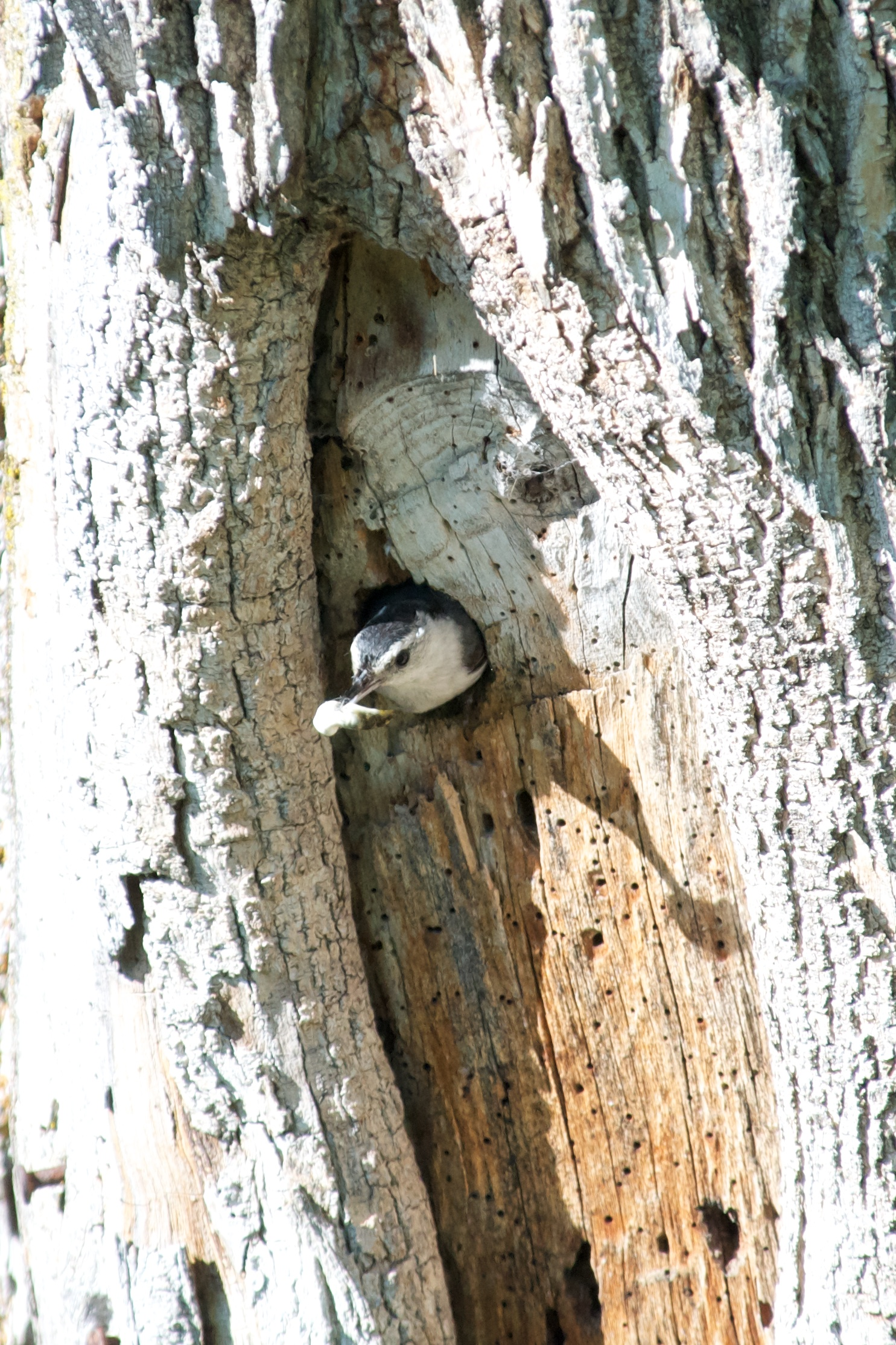
Un adulto tirando un saco fecal del nido.
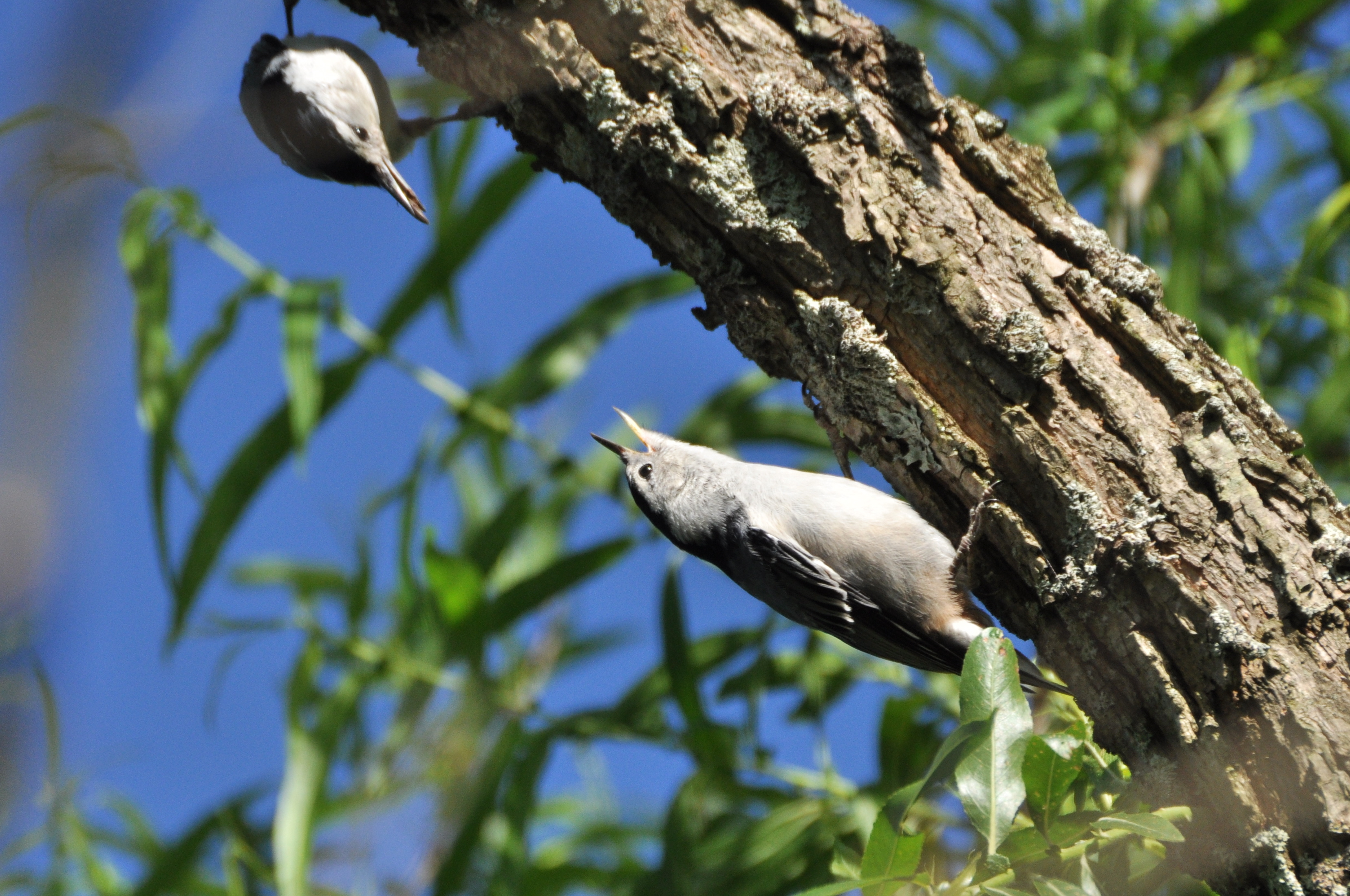
Un adulto acercándose para alimentar a los jóvenes.

### Alimentación
Se alimenta en los troncos y ramas de los árboles, como los pájaros carpinteros y agateadores, pero no utiliza la cola para sostenerse en la corteza. Se desplaza con pequeños saltos en los que se aferra al tronco con sus fuertes dedos. Al igual que otros trepadores, algunas veces camina de cabeza del tronco, o también lo puede hacer en una rama.
Es omnívoro y come insectos y semillas. Cuando las semillas son muy grandes, como las bellotas o frutos de la pacana, las coloca en una grieta de la corteza y luego las golpea con su fuerte pico hasta abrirlas. También puede ocultar la comida sobrante en estas grietas como reserva. Durante el invierno el 70 % de su dieta son semillas, pero en verano el ave es exclusivamente insectívora. Entre los insectos consumidos están las orugas, hormigas y plagas como el gorgojo del pino, diversos cocoideos como Lepidosaphes ulmi, homópteros de la familia Psyllidae, saltamontes, polillas y ciempiés.
De vez en cuando puede alimentarse en el suelo, y llegar a comederos para consumir frutos secos, sebo y semillas de girasol, que muchas veces lleva consigo para ser guardarlas bajo cortezas y líquenes. También puede incluir en su dieta pequeños vertebrados que visitan las letrinas de racunas para encontrar semillas en las heces del mamífero. En invierno acostumbra a conformar bandadas con otras especies para buscar comida y protegerse de los predadores.

### Depredadores y parásitos

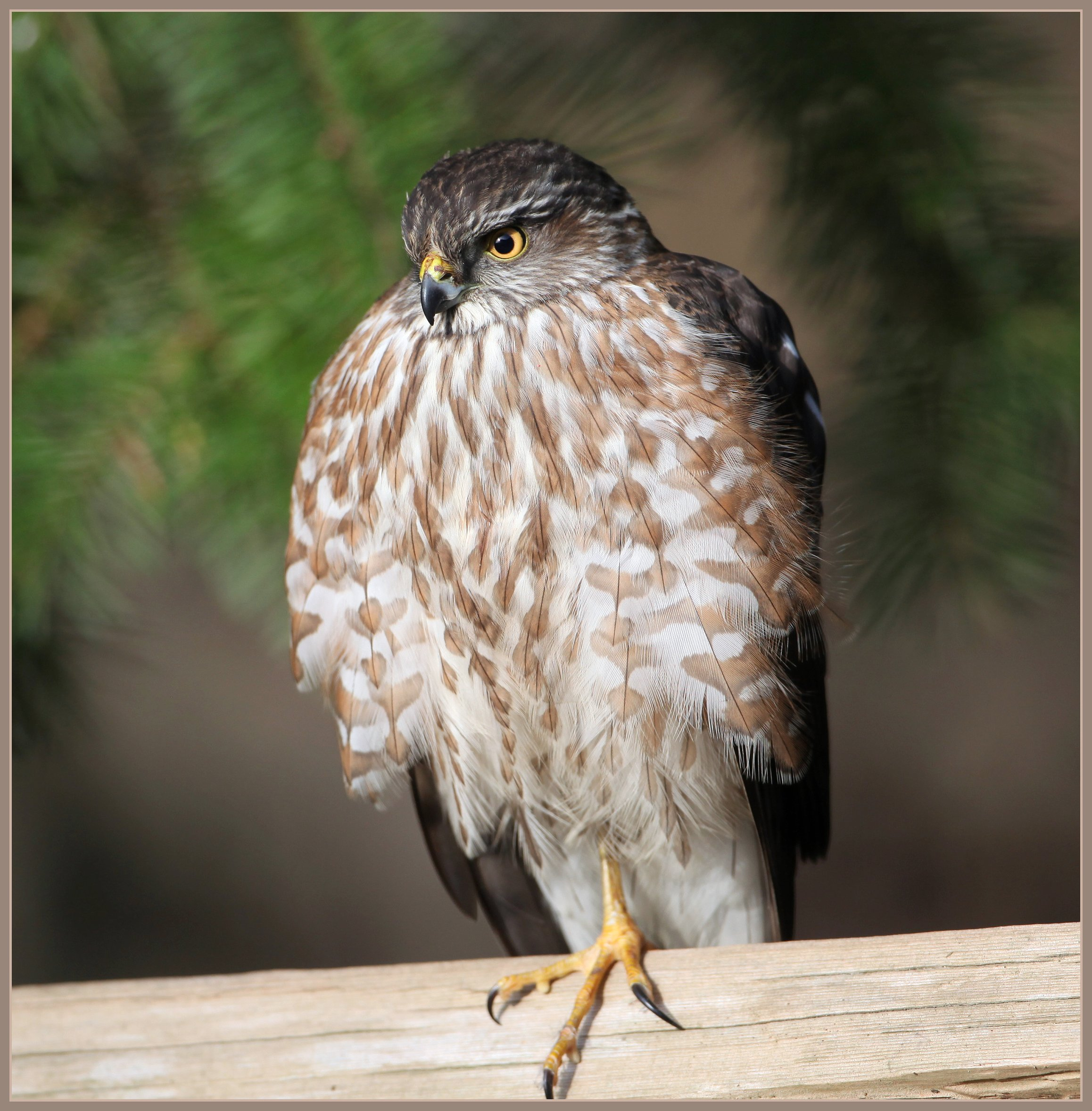
El gavilán americano es uno de los principales depredadores del trepador pechiblanco.

El trepador adulto es una de las presas de aves rapaces nocturnas o diurnas como el gavilán americano y el gavilán de Cooper, y los pichones y los huevos pueden ser alimento de pájaros carpinteros, ardillas y algunas serpientes como la serpiente verde. Si un depredador se acerca al nido, el trepador intenta ahuyentarlo agitando sus alas y gritando hn-hn. Otra técnica defensiva que puede usar en la lucha es erizar el cuerpo, extender las alas y levantar la cabeza varias veces. Cuando los padres dejan el nido, los limpian con un poco de pelo o plantas para evitar que los depredadores los encuentren por el olor. En los Estados Unidos, un estudio ha relacionado la estrategia reproductiva de la especie con su comportamiento frente a los depredadores. El objetivo era analizar la disposición de los machos trepadores a alimentar a las hembras en el período de incubación, en función de la presencia en las inmediaciones de un gavilán americano (depredador de individuos, pero no de huevos) o un chochín criollo (depredador de crías pero no de adultos). El trepador pechiblanco tiene una esperanza de vida más corta que el trepador canadiense, pues cuenta con una población más joven; no obstante, reaccionó con mayor viveza ante la presencia de depredadores de huevos, mientras la especie canadiense estaba más estresada en presencia de rapaces. Este resultado confirma la teoría de que las especies con una esperanza de vida más larga se benefician de las tasas de supervivencia de los adultos, mientras que las aves con una vida más corta invierten más en la supervivencia de sus amplias nidadas.
El trepador puede ser el anfitrión de algunos parásitos como los géneros protistas Leucocytozoon o Trypanosoma; así como Haemoproteus sittae. También se identificaron trematodos como Collyriclum faba. Esta ave también puede estar en el punto de mira de moscas hematófagas de la familia Hippoboscidae como Ornithoica confluenta y O. anchineuriaou, o ciertos ácaros como Knemidokoptes jamaicensis, que produce la sarna.

## Hábitat y distribución

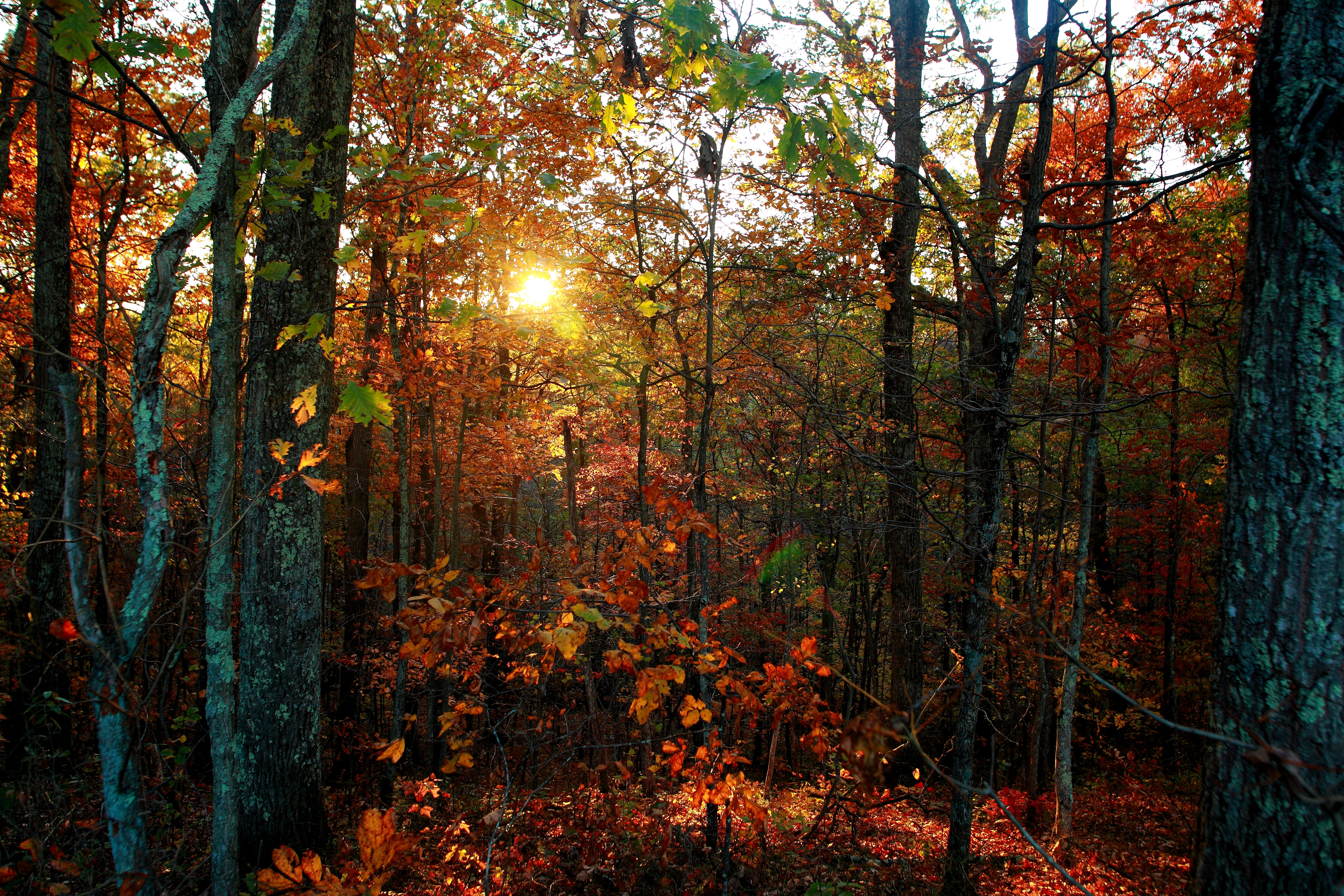
Los bosques caducifolios son el hábitat preferido en el noreste.

Se encuentra en el sur de Canadá y en casi todo el territorio de Estados Unidos —pero no desciende la frontera norte de la península de la Florida— hasta México, aunque evita las zonas más áridas. En el este de la distribución, vive en bosques abiertos antiguos, caducifolios o mixtos, en huertos, parques, jardines suburbanos y cementerios. La mayor parte de la población habita altitudes bajas, aunque puede anidar hasta a 1675 m de altitud, en Tennessee. En el oeste y en México, vive en bosques abiertos de pinos y robles montanos, y llega a anidar a más de 3200 m de altitud en Nevada, California y México. En el centro de los Estados Unidos, puede habitar pinares piñoneros-enebros o árboles situados en las orillas de los ríos. El trepador pechiblanco se encuentra con normalidad en bosques caducifolios, mientras que S. canadensis, S. pygmaea y S. pusilla prefieren los bosques de pinos.
La presencia de árboles maduros o senescentes proporciona cavidades para las aves, muy necesarias para la anidación. En el este, los robles, hayas y pacanas también son apreciados por los trepadores debido a las semillas. Estos hábitats están disponibles a lo largo de América del Norte, pero son discontinuos. La especie no es migratoria, las diferentes poblaciones, incomunicadas entre sí, representan diversas subespecies locales. Habitualmente es un residente anual, pero puede realizar pequeños viajes cada varios años cuando las semillas son escasas o cuando el éxito reproductivo es alto. La especie es divagante en la isla de Vancouver, la isla Santa Cruz y las Bermudas; incluso un individuo llegó al Queen Mary en octubre de 1963 mientras el barco navegaba al oeste de Nueva York.

## Taxonomía

### Nomenclatura y subespecies
El ave fue descrita en 1790 con su nombre científico actual, Sitta carolinensis, por el naturalista británico John Latham en su libro Index Ornithologicus. Esta nomenclatura, compuesta por carolina y el sufijo latino -ensis («que vive, habita»), hace referencia a la localidad tipo, Carolina. En la división en subgéneros del género Sitta, poco utilizada, el trepador pechiblanco es ubicado en Sitta (Leptositta) Buturlin, 1916, junto con el trepador cariblanco y el de Przewalski.
En 2012, un equipo estadounidense llegó a la conclusión de que el trepador pechiblanco, que cuenta con siete subespecies, en realidad está compuesto de al menos cuatro líneas sin flujo genético entre ellos, distinguibles por su morfología y canto, y que podrían, por tanto, constituir nuevas especies independientes. El Congreso Ornitológico Internacional (versión 5.2, 2015) y el ornitólogo británico Alan P. Peterson, reconocen siete subespecies:
- S. c. carolinensis Latham, 1790,[63] la subespecie tipo, vive en el noreste de América del Norte, en el oeste de Saskatchewan y el este de Texas.[10][15] Se han identificado dos sinónimos: S. c. atkinsi Scott, 1890[66][15] y S. c. cookei Oberholser, 1917;[67][68]
- S. c. aculeata Cassin, 1856,[69] vive en el oeste de Washington, Oregón y California hasta el extremo norte de Baja California;[10][15]
- S. c. alexandrae Grinnell, 1926,[70] vive en el norte de Baja California;[10]
- S. c. tenuissima Grinnell, 1918,[71] vive desde la Columbia Británica, atraviesa las cordillera de las Cascadas hasta el sur de California;[10]
- S. c. nelsoni Mearns, 1902,[72] vive en las Montañas Rocosas, desde el norte de Montana al extremo noroeste de Chihuahua[10] y en el suroeste de Texas y el este de México,[16] en donde algunas veces las poblaciones son denominadas S . c. oberholseri Brandt, 1938, para conmemorar al ornitólogo Harry Church Oberholser.[73][10] Otros dos sinónimos identificados son  S. c. umbrosa van Rossem, 1939[74] y S. c. uintaensis Twomey, 1942;[75][68]
- S. c. mexicana Nelson y TS Palmer, 1894, vive en el oeste de México[10][16] y en el sur de Guerrero y Oaxaca, donde en ocasiones las poblaciones son denominadas S. c. kinneari van Rossem, 1939;[74][10] y,
- S. c. lagunae Brewster, 1891,[76] vive en el extremo sur de Baja California.[10][16]

### Relaciones filogenéticas
Durante mucho tiempo se ha considerado que este trepador es pariente cercano del trepador cariblanco y el de Przewalski, ya que estas aves han sido tratadas en el pasado como conespecíficas. En la división en subgéneros del género Sitta, poco utilizada, estos fueron colocados en Sitta (Leptositta) Buturlin, 1916. Harrap propuso que S. carolinensis, S. przewalskii y S. leucopsis podrían estar relacionados con el grupo canadensis, correspondiente al subgénero Sitta (Micrositta) y que incluye seis especies de trepadores de tamaño mediano. En 2014, Éric Pasquet et al. publicaron una filogenia basada en el ADN nuclear y mitocondrial de veintiún especies de trepadores. En el estudio, el trepador pechiblanco es más cercano al trepador gigante, mientras el trepador de Przewalski parece completamente basal en el género Sitta. El trepador cariblanco no está presente en el estudio, pero probablemente sea una especie hermana de S. przewalskii.

## Amenazas y protección

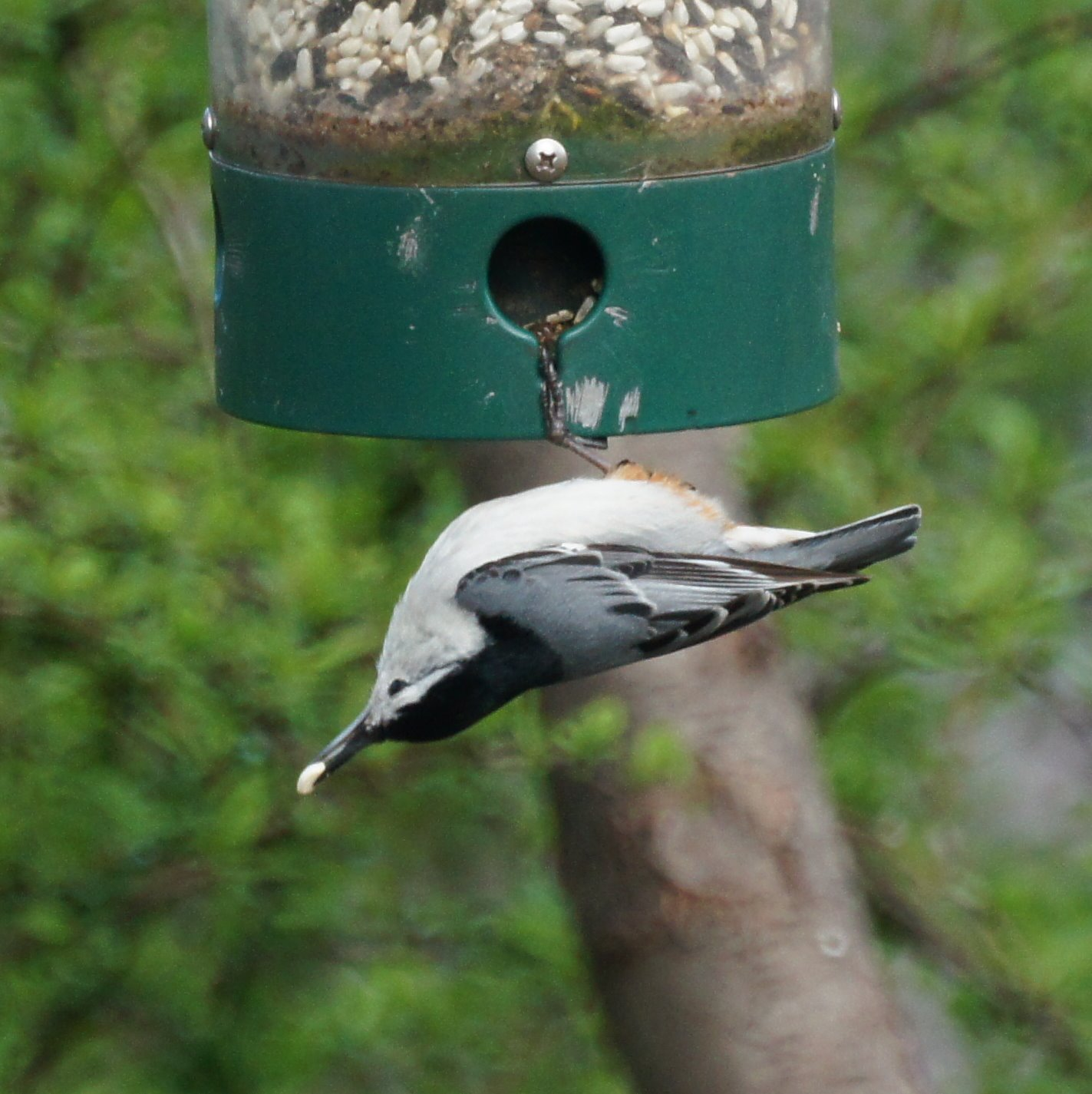
Los comederos les proporcionan una fuente suplementaria de alimentos.

El ave es común y generalizada, su distribución se estima en 8.6 millones de km². Se calcula que hay diez millones de individuos y, en general, la población está aumentando. Por tanto, la especie se considera como de «preocupación menor» por la Unión Internacional para la Conservación de la Naturaleza. Sin embargo, la eliminación de árboles muertos reduce las posibilidades de encontrar cavidades para la anidación y puede causar problemas a la especie. Se ha informado de un descenso de la población en Washington, Florida y, en especial, en el extremo occidental del sudeste de los Estados Unidos hasta Texas. Por el contrario, la zona de reproducción se está expandiendo en Alberta y la población ha crecido en el noreste con los rebrotes de los bosques. La especie está protegida por el Tratado de Aves Migratorias de 1918, firmado entre los países donde habita (Canadá, Estados Unidos y México).